# Walckenaeria dulciacensis
Walckenaeria dulciacensis là một loài nhện trong họ Linyphiidae.
Loài này thuộc chi Walckenaeria. Walckenaeria dulciacensis được J. Denis miêu tả năm 1949.